# Jazīrat Marawwaḩ
Jazīrat Marawwaḩ är en ö i Förenade Arabemiraten.   Den ligger i emiratet Abu Dhabi, i den västra delen av landet, 110 kilometer väster om huvudstaden Abu Dhabi.